# Ostrowiec Świętokrzyski Huta
Ostrowiec Świętokrzyski Huta – towarowa stacja kolejowa w Ostrowcu Świętokrzyskim, w powiecie ostrowieckim, w województwie świętokrzyskim, w Polsce.